# Gisement préhistorique de Solutré
Le gisement préhistorique de Solutré est un site archéologique situé sur le territoire de la commune de Solutré-Pouilly dans le département français de Saône-et-Loire et la région Bourgogne-Franche-Comté.

## Historique
Il fait l'objet d'une inscription au titre des monuments historiques depuis le 26 mai 1942 et d'un classement depuis le 12 octobre 1942.